# 伏(龍)
伏(龍)（ふくりゅう）は、日本のライトノベル作家である。

## 受賞歴
2016年の第4回ネット小説大賞では、『魔剣師の魔剣による魔剣のためのハーレムライフ』が受賞を果たしている。
2019年の第4回カクヨムWeb小説コンテストでは、『初めてのVRMMO始まりの街がチートでした』がSF・現代ファンタジー部門の特別賞を受賞した。
2020年の第1回集英社WEB小説大賞では、『スキルトレーダー【技能交換】〜辺境でわらしべ長者やってます〜』が奨励賞を受賞している。

## 書籍化作品
- 『魔剣師の魔剣による魔剣のためのハーレムライフ』シリーズ（イラスト: 中壱、モーニングスターブックス〈新紀元社〉）[6]
- 『勇者?賢者?いえ、はじまりの街の《見習い》です なぜか仲間はチート級』シリーズ（イラスト: riritto、カドカワBOOKS〈KADOKAWA〉）[7]
- 『スキルトレーダー【技能交換】〜辺境でわらしべ長者やってます〜』（イラスト: ニノモトニノ、ダッシュエックス文庫〈集英社〉）[8]